# 溫葆深
溫葆深（1800年—1883年），原名葆淳，字明叔。江蘇上元縣（今屬南京市）人。清朝政治人物。

## 生平
温肇江之弟。道光元年（1821年）辛巳科舉人，道光二年（1822年）壬午恩科聯捷三甲進士。選庶吉士，散館授翰林院檢討。道光二十年（1840年）出督福建學政。同治年間官至禮部左侍郎。光緒二年（1876年）病辭。光绪五年（1879年）重赴鹿鸣宴。次年，重赴恩荣宴，加太子少保銜。光绪九年十一月卒。著有《春樹齋叢說》一卷。